# Paróquia de Bossier
A Paróquia de Bossier é uma das 64 paróquias do estado americano da Luisiana. A sede da paróquia é Benton, e sua maior cidade é Benton. A paróquia possui uma área de 2 245 km² (dos quais 72 km² estão cobertas por água), uma população de 98 310 habitantes, e uma densidade populacional de 45 hab/km² (segundo o censo nacional de 2000).